# Henk Hofstra (1923-1993)
Hendrik (Henk) Hofstra (Noordwolde, 21 juni 1923 – Heerenveen, 18 oktober 1993) was een Nederlands politicus van de PvdA.
Hij kwam in 1958 in de gemeenteraad van Heerenveen en voor hij daar in 1966 wethouder werd was hij rijksambtenaar bij het kadaster in Leeuwarden. Daarnaast was hij van 1966 tot 1974 lid van de Provinciale Staten van Friesland. In augustus 1981 gaf hij het wethouderschap op om waarnemend burgemeester van Baarderadeel te worden. Op 1 januari 1984 fuseerden Baarderadeel en Hennaarderadeel tot de gemeente Littenseradeel waarmee zijn functie kwam te vervallen. Eind 1993 overleed hij op 70-jarige leeftijd.